# مهاجرین (دمشق)
مهاجرین (به عربی: حی المهاجرین) یک منطقهٔ مسکونی در سوریه است که در استان دمشق واقع شده‌است. مهاجرین ۵۵٬۵۱۰ نفر جمعیت دارد.